# United States Government Manual

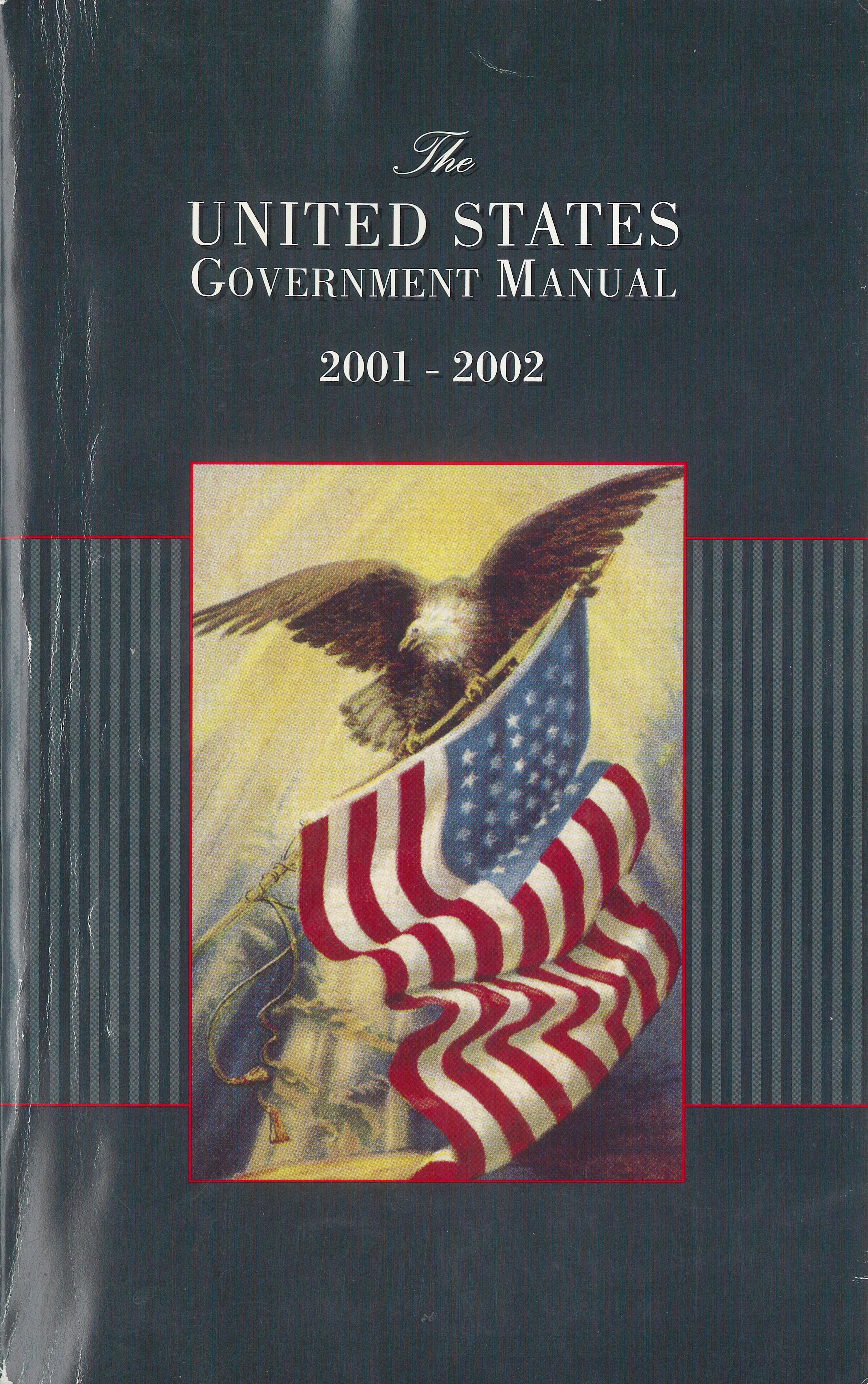
Omslag för 2001/02 års utgåva.

United States Government Manual är en årlig publikation som ger en översikt över USA:s federala statsmakt och dess myndigheter. Formellt är det en specialutgåva av Federal Register och distribueras av U.S. Government Publishing Office (GPO).
Den första utgåvan kom 1935 och innan utgåvan för 1973/74 var dess namn United States Government Organization Manual. I verket ges kortfattade beskrivningar av de olika myndigheterna inom den lagstiftande, verkställande och dömande delen av den federala statsmakten och dess ledande befattningshavare. Därutöver presenteras även quangos och mellanstatliga organisationer i vilka USA är medlem och/eller deltar som observatör. 
Sedan 1995 har nyutgivna utgåvor funnits uppladdade i sin helhet och fritt tillgängliga över internet på GPO:s hemsida i olika format som PDF och XML. Från 2011 finns den även i ett än mer användarvänligt gränssnitt i en kontinuerligt uppdaterad databasutgåva.